# Tejas Verdes: diario de un campo de concentración en Chile
Tejas Verdes: diario de un campo de concentración en Chile és un text d'Hernán Valdés que va ser editat a Barcelona el 1974. Publicat immediatament després d'exiliar-se de Xile, a Tejas Verdes l'autor va relatar la seva experiència des del moment que va ser segrestat pels esbirros de la dictadura de Pinochet, la seva estada com a desaparegut a l'Estadio Nacional i al camp de concentració de Tejas Verdes, les experiències de tortura i, al cap i a la fi, el seu alliberament.
Tejas Verdes va convertir-se ràpidament en un text de referència al camp del testimoni, essent el primer, del seu tipus, que va ser publicat per un desaparegut xilè. Ha sigut reeditat diverses vegades, a més a més de ser traduït a diverses llengües, com ara l'anglès o l'alemany, però a Xile no es va publicar fins al 1996.